# 技术员

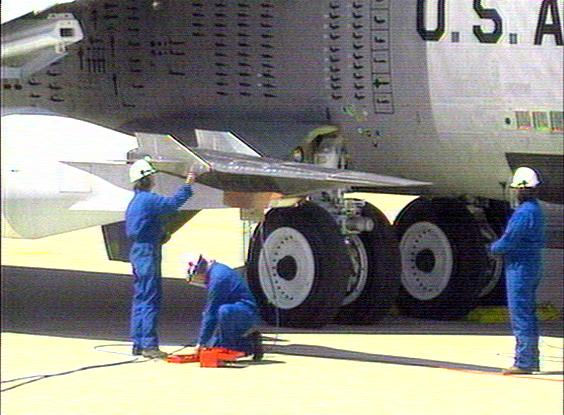
在飞机机翼上工作的飞机技术员

技术员或技工（英語：Technician）是指那些在技术领域前线的工人。通常是指具備熟練或困難作業技術的藍領員工。
中國大陸的技工资格一般是经由政府人力资源部门审核认定的，一般常见的技工资格会把技术员分为：初级、中级和高级三等（当然也有其他的分级制度，视当地政府的政策而定），在中國要取得技术员的资格通常必须具备以下的任一或所有条件（视当地政府的政策而定）：
1. 取得相关职业的职业资格证书；
2. 连续从事相关职业工作若干年或以上；
3. 经过相关职业的正规培训并取得结业证书；
4. 其他。

台灣的技術人員則依照不同職業和職場有所不同，使得證照和學歷並非普遍認可的必要條件。但一部分工種仍需要通過國家考試才得以承認。

## 參照
- 工程師
- 證照